# Паракрамабаху IX
Паракрамабаху IX (*д/н — 1528) — 6-й магараджа Котте у 1508—1528 роках.

## Життєпис
Походив з династії Сірі Сангабо. Син Паракрамабаху VIII. 1505 року був свідком першої зустрічі з португальцями на чолі з Лоуренсу де Алмейда, де переконався в їх військовотехнічній потузі. Після смерті батька близько 1508 року стає правителем держави. Вимушен був двічі придушувати повстання раджи з Амбулагали (північ держави).
1513 року призначає свого брата Віджаябаху VII молодшим співправителем. Невдовзі стикнувся з Кадираєю, наїром (правителем) Каннура, що за підбуренням захопив місто Чілав на узбережжі, якому завдав рішучої поразки.
1518 року до острова на чолі флоту з 17 кораблів прибув губернатор Португальської Індії Лопу Суаріш де Албергарія. За різними версіями Паракрамабаху IX визнав зверхність Португалія (версія Албергарії), або уклав договір про взаємодопомогу (версія Котте). Внаслідок цього португальці отримали право збудувати форт Санта-Барбара в селищі Колон Тота. В подальшому португальці перейменували Колон Тота на Коломбо. Також Паракрамабаху IX погодився надсилати 400 лантухів кориці та 100 слонів. В свою чергу магараджа розраховував на те, що Португалія допоможе йому підкорити усі інші сингальські держави. Втім оскільки фактично цього не отримав, то Паракрамабаху IX в наступні роки не виконував свою частину зобов'язань, але дозволив існування форту, через який розпочалася торгівля.
У відповідь 1521 року черговий губернатор Португальської Індії Діогу Лопіш де Секейра підбурив князівство Каннур напасти на державу Котте, але Паракрамабаху IX відбив напад. Ймовріно тоді загинув Віджаябаху VII. В свою чергу, магараджа не надав допомоги португальцям, коли відбувся напад на форт Санта-Барбара. Можливо, магарджа сам таємно спровокував його облогу коаліційним флотом міст-держав Малабарського узбережжя. 1524 року з захопленням Калікута португальці вирішили ліквідувати форт Санта-Барабара, залишивши лише факторію Коломбо під захистом Паракрамабаху IX. Того ж року помер своєю смертю. Трон перейшов до його небожа Бгуванайкабаху VII.